# Меньоли, Исаак
Исаак Меньоли (англ. Isaac Menyoli, 6 августа 1972, Тико, Камерун) — камерунский лыжник. Участвовал в зимних Олимпийских играх 2002 года. Первый спортсмен, представлявший Камерун на зимней Олимпиаде.

## Биография
Исаак Меньоли родился 6 августа 1972 года в камерунском городе Тико.
По профессии — архитектор. В 1994—2000 годах учился и работал в американском штате Висконсин. Здесь впервые стал заниматься лыжными гонками и горнолыжным спортом.
В 2002 году стал единственным представителем сборной Камеруна на зимних Олимпийских играх в Солт-Лейк-Сити. Выступал в лыжных гонках в двух дисциплинах. В спринте занял 65-е место среди 71 участника, показав результат 4 минуты 10,07 секунды. В гонке преследования занял последнее среди финишировавших 80-е место на дистанции 10 км классическим ходом с результатом 45 минут 40,3 секунды и не попал в число участников финальной части — 10 км свободным ходом. Был знаменосцем сборной Камеруна на церемонии открытия Олимпиады.
Поскольку Камерун в 2002 году впервые участвовал в зимних Олимпийских играх, Меньоли стал первым зимним олимпийцем в истории страны. 
Меньоли, который после возвращения из США занимался в Камеруне просвещением в сфере профилактики СПИДа, рассматривал своё выступление на Олимпиаде как возможность получить доступ к СМИ для просвещения камерунцев.